# إتش. كيسي يونغ
إتش. كيسي يونغ هو محامي وسياسي أمريكي، ولد في 14 ديسمبر 1828 في توسكالوسا في الولايات المتحدة، وتوفي في 17 أغسطس 1899 في ممفيس في الولايات المتحدة. نشط حزبياً في الحزب الديمقراطي. وقد انتخب عضو مجلس النواب الأمريكي ‏.